# Amomum
Amomum es un género de plantas, tal como cardamomos y paraísos de la familia Zingiberaceae. Estas plantas se caracterizan por su fragancia y su acritud. Comprende 409 especies descritas y de estas, solo 176 aceptadas.

## Taxonomía
El género fue descrito por William Roxburgh y publicado en Plants of the Coast of Coromandel 3: 75. 1820. La especie tipo es: Amomum subulatum Roxb. 

## Especies aceptadas
A continuación se brinda un listado de las especies del género Amomum aceptadas hasta febrero de 2013, ordenadas alfabéticamente. Para cada una se indica el nombre binomial seguido del autor, abreviado según las convenciones y usos:
- Lista de especie de Amomum